# Bathythrix gyrinophagus
Bathythrix gyrinophagus är en stekelart som först beskrevs av Joseph Augustine Cushman 1930.  Bathythrix gyrinophagus ingår i släktet Bathythrix och familjen brokparasitsteklar. Inga underarter finns listade.